# Вишнєвецький Георгій Васильович
Георгій Васильович Вишнєвецький (нар. 19 січня 1949, село Озеряни, тепер Генічеського району Херсонської області — 28 січня 2011) — український діяч, старший викладач Горлівського державного педагогічного інституту іноземних мов Донецької області. Народний депутат України 2-го скликання.

## Біографія
З 1966 року, після закінчення середньої школи, працював учнем тесляра-столяра на будівництві.
У 1967—1970 роках — студент Ясинуватського технікуму транспортного будівництва Донецької області.
У 1970—1975 роках — зварювальник, механік, комсомольський робітник на будовах міста Тюмені РРФСР. Член КПРС з 1972 року.
У 1975—1981 роках — студент Гомельського державного університету БРСР, економіст.
З 1981 року працював нормувальником, начальником відділу праці і зарплати Горлівського шахтобудівельного управління № 10 Донецької області.
На 1994 рік — старший викладач економічної теорії Горлівського державного педагогічного інституту іноземних мов Донецької області.
Голова Горлівського міського комітету СПУ (з листопада 1992). Член КПУ з 1993 року, член бюро Донецького обкому КПУ. 1-й секретар Горлівського міського комітету КПУ (з червня 1993). Член Центральної контрольної комісії КПУ.
Народний депутат України 2-го демократичного скликання з .04.1994 (2-й тур) до .04.1998, Горлівський-Центральний виборчий округ № 120, Донецька область. Секретар Комітету з питань економічної політики та управління народним господарством. Член депутатської фракції комуністів.
Потім — приватний підприємець.
Член партії «Руський блок», член Політвиконкому партії «Руський блок». Головний редактор газети «Русский мир».